# Ben Bot
Bernard Rudolf (Ben) Bot, (ur. 21 listopada 1937 w Dżakarcie) – holenderski polityk, prawnik i dyplomata, w latach 2003–2007 minister spraw zagranicznych.

## Życiorys
Absolwent prawa na Uniwersytecie w Lejdzie (1961). Kształcił się także w Haskiej Akademii Prawa Międzynarodowego, a następnie w Harvard Law School w Cambridge, działającej w ramach Uniwersytetu Harvarda.
Pracował w holenderskim ministerstwie spraw zagranicznych od 1963 do końca 2002. W latach 1964–1970 był drugim sekretarzem w stałym przedstawicielstwie Holandii przy Wspólnotach Europejskich. Następnie pełnił funkcję pierwszego radcy w ambasadzie w Buenos Aires w Argentynie (do 1973) i pierwszego sekretarza oraz szefa sekcji konsularnej w ambasadzie w Berlinie Wschodnim w Niemieckiej Republice Demokratycznej. W okresie od 1976 do 1982 był urzędnikiem w MSZ w Hadze, później do 1986 był zastępcą stałego przedstawiciela przy Sojuszu Północnoatlantyckim w Brukseli.
Od 1986 do 1989 zajmował stanowisko ambasadora Holandii w Turcji. Następnie do 1992 pełnił funkcję sekretarza generalnego ministerstwa spraw zagranicznych. W 1992 został mianowany stałym przedstawicielem Holandii (w randze ambasadora) przy Unii Europejskiej w Brukseli. Sprawował tę funkcję przez ponad dziesięć lat do końca 2002. Następnie odszedł z dyplomacji, zostając partnerem w przedsiębiorstwie konsultingowym.
Członek Apelu Chrześcijańsko-Demokratycznego. 3 grudnia 2003, po wyborze Jaapa de Hoop Scheffera na stanowisko sekretarza generalnego NATO, Ben Bot został powołany na urząd ministra spraw zagranicznych w drugim rządzie premiera Jana Petera Balkenende. Pełnił tę funkcję do 22 lutego 2007, kiedy to nowym ministrem w kolejnym gabinecie został Maxime Verhagen. Od 4 do 31 grudnia 2003 był też przewodniczącym OBWE. Po odejściu z rządu powrócił do działalności w branży doradczej.

## Odznaczenia
- Kawaler Orderu Lwa Niderlandzkiego (Holandia, 1993)[1]
- Oficer Orderu Oranje-Nassau (Holandia, 1985)[1]
- Krzyż Komandorski Order Zasługi RP (Polska, 2012)[3]